# Peter Thorvik
Peter Olai Thorvik, född 2 juli 1873, död 16 augusti 1965, var en norsk smed, fiskare, bankman, och politiker.

## Biografi
Thorvik föddes i Volda, till föräldrarna Sivert Peter Andersen Thorvik, och Berthe Johanne Olsdatter Brune. 1905 gifte Thorvik sig med Gunde Marie Johnsen. Han blev vald som ombud för Stortinget under flera tillfällen mellan 1922 till 1945 för Arbeiderpartiet.